# Brienomyrus
Brienomyrus is een geslacht van straalvinnige vissen uit de familie van tapirvissen (Mormyridae).

## Soorten
- Brienomyrus adustus (Fowler, 1936)
- Brienomyrus brachyistius (Gill, 1862)
- Brienomyrus longianalis (Boulenger, 1901)